# جايم براوينير
جايم براوينير (بالهولندية: Jaime Bruinier)‏ (28 يونيو 1987 في هولندا - ) هو لاعب كرة قدم هولندي في مركز الدفاع. لعب مع أغوف أبيلدورن وسبارتا روتردام وفيتيسه آرنهم.